# Трифонов, Иван Михайлович
Иван Михайлович Трифонов (24 марта 1918—1965) — командир батальона стрелкового полка, участник Великой Отечественной войны, Герой Советского Союза.

## Биография
Родился 24 марта 1918 года в селе Миусс (ныне — Ершовского района Саратовской области).
В рядах Красной Армии с 1938 по 1956 год. Участник Великой Отечественной войны на Центральном, Белорусском, 1-м и 2-м Белорусских франтах.
К середине января 1945 года недалеко от крепости Грауденц советские войска вышли к реке Висла. Батальон Трифонова первым атаковал противника на левом берегу реки. После поражения немецкие войска отступили на западный берег. 27 января советские войска форсировали реку и заняли плацдарм на берегу противника. Три контратаки немцев оказались безуспешными. 28 января соседний батальон не смог удержать позиций, и батальон Трифонова целый день отбивался на два фронта. 29 января контратаки противника усилились. Трифонов был вынужден вызвать огонь артиллерии на себя. Захваченный плацдарм был удержан. Трифонов в этом бою получил несколько ранений в голову и грудь, но не покинул поле боя.
Звание Героя Советского Союза с вручением ордена Ленина и медали «Золотая Звезда» присвоено 10 апреля 1945 года «за отвагу и мужество, проявленные при форсировании реки Вислы, захват и удержание плацдарма на её западном берегу».
Умер в 1965 году в грузинском городе Тбилиси.

## Награды
- Медаль «Золотая Звезда»;
- орден Ленина;
- орден Александра Невского;
- орден Отечественной войны I степени;
- орден Красной Звезды;
- медаль «За боевые заслуги»;
- медаль «За освобождение Варшавы».